# Gran Premio de Catar de Motociclismo de 2008
El Gran Premio de Catar de motociclismo 2008 fue la carrera inaugural de la temporada 2008 de Moto GP. Tuvo lugar el fin de semana del 7 al 9 de marzo de 2008 en el Circuito Internacional de Losail, en Doha, Catar. La carrera fue la primera de la historia del motociclismo en correrse de noche. La carrera de MotoGP empezó a las 23:00 horas.

## Clasificación de MotoGP
| Pos | Nª | Piloto           | Marca    | Vueltas | Tiempo/Retirado | Parrilla | Puntos |
| --- | -- | ---------------- | -------- | ------- | --------------- | -------- | ------ |
| 1   | 1  | Casey Stoner     | Ducati   | 22      | 42:36.587       | 4        | 25     |
| 2   | 48 | Jorge Lorenzo    | Yamaha   | 22      | +5.323          | 1        | 20     |
| 3   | 2  | Dani Pedrosa     | Honda    | 22      | +10.600         | 8        | 16     |
| 4   | 4  | Andrea Dovizioso | Honda    | 22      | +13.288         | 9        | 13     |
| 5   | 46 | Valentino Rossi  | Yamaha   | 22      | +13.305         | 7        | 11     |
| 6   | 52 | James Toseland   | Yamaha   | 22      | +14.040         | 2        | 10     |
| 7   | 5  | Colin Edwards    | Yamaha   | 22      | +15.150         | 3        | 9      |
| 8   | 65 | Loris Capirossi  | Suzuki   | 22      | +32.505         | 13       | 8      |
| 9   | 14 | Randy de Puniet  | Honda    | 22      | +33.003         | 5        | 7      |
| 10  | 69 | Nicky Hayden     | Honda    | 22      | +38.354         | 6        | 6      |
| 11  | 33 | Marco Melandri   | Ducati   | 22      | +44.284         | 16       | 5      |
| 12  | 21 | John Hopkins     | Kawasaki | 22      | +49.857         | 10       | 4      |
| 13  | 56 | Shinya Nakano    | Honda    | 22      | +49.871         | 15       | 3      |
| 14  | 24 | Toni Elías       | Ducati   | 22      | +58.532         | 14       | 2      |
| 15  | 12 | Sylvain Guintoli | Ducati   | 22      | +58.930         | 17       | 1      |
| 16  | 13 | Anthony West     | Kawasaki | 22      | +1:05.643       | 18       |        |
| 17  | 7  | Chris Vermeulen  | Suzuki   | 21      | +1 vuelta       | 11       |        |
| Ret | 15 | Alex de Angelis  | Honda    | 16      | Caída           | 12       |        |

## Clasificación 250cc
| Pos | N.º | Piloto              | Marca   | Vueltas | Tiempo/Retirado | Parrilla | Puntos |
| --- | --- | ------------------- | ------- | ------- | --------------- | -------- | ------ |
| 1   | 75  | Mattia Pasini       | Aprilia | 20      | 40:16.202       | 5        | 25     |
| 2   | 21  | Héctor Barberá      | Aprilia | 20      | +0.557          | 2        | 20     |
| 3   | 36  | Mika Kallio         | KTM     | 20      | +1.029          | 4        | 16     |
| 4   | 6   | Alex Debón          | Aprilia | 20      | +1.418          | 1        | 13     |
| 5   | 72  | Yuki Takahashi      | Honda   | 20      | +12.944         | 7        | 11     |
| 6   | 19  | Álvaro Bautista     | Aprilia | 20      | +14.480         | 3        | 10     |
| 7   | 17  | Karel Abraham       | Aprilia | 20      | +16.721         | 11       | 9      |
| 8   | 15  | Roberto Locatelli   | Gilera  | 20      | +18.987         | 9        | 8      |
| 9   | 41  | Aleix Espargaró     | Aprilia | 20      | +32.232         | 8        | 7      |
| 10  | 55  | Héctor Faubel       | Aprilia | 20      | +41.102         | 15       | 6      |
| 11  | 60  | Julián Simón        | KTM     | 20      | +41.457         | 14       | 5      |
| 12  | 32  | Fabrizio Lai        | Gilera  | 20      | +41.694         | 13       | 4      |
| 13  | 14  | Ratthapark Wilairot | Honda   | 20      | +43.192         | 19       | 3      |
| 14  | 54  | Manuel Poggiali     | Gilera  | 20      | +44.228         | 18       | 2      |
| 15  | 12  | Thomas Lüthi        | Aprilia | 20      | +48.760         | 10       | 1      |
| 16  | 4   | Hiroshi Aoyama      | KTM     | 20      | +1:11.031       | 12       |        |
| 17  | 45  | Doni Tata Pradita   | Yamaha  | 20      | +2:05.461       | 23       |        |
| Ret | 25  | Alex Baldolini      | Aprilia | 14      | Retirado        | 17       |        |
| Ret | 52  | Lukas Pesek         | Aprilia | 12      | Retirado        | 16       |        |
| Ret | 58  | Marco Simoncelli    | Gilera  | 7       | Retirado        | 6        |        |
| Ret | 10  | Imre Tóth           | Aprilia | 4       | Retirado        | 22       |        |
| Ret | 43  | Manuel Hernández    | Aprilia | 0       | Retirado        | 21       |        |
| Ret | 50  | Eugene Laverty      | Aprilia | 0       | Retirado        | 20       |        |

## Clasificación 125cc
| Pos | N.º | Piloto              | Marca   | Vueltas | Tiempo/Retirado | Parrilla | Puntos |
| --- | --- | ------------------- | ------- | ------- | --------------- | -------- | ------ |
| 1   | 33  | Sergio Gadea        | Aprilia | 18      | 38:09.44        | 8        | 25     |
| 2   | 14  | Joan Olivé          | Derbi   | 18      | +0.932          | 9        | 20     |
| 3   | 17  | Stefan Bradl        | Aprilia | 18      | +1.660          | 15       | 16     |
| 4   | 63  | Mike di Meglio      | Derbi   | 18      | +1.771          | 3        | 13     |
| 5   | 45  | Scott Redding       | Aprilia | 18      | +1.819          | 4        | 11     |
| 6   | 99  | Danny Webb          | Aprilia | 18      | +7.689          | 5        | 10     |
| 7   | 24  | Simone Corsi        | Aprilia | 18      | +8.684          | 10       | 9      |
| 8   | 44  | Pol Espargaró       | Derbi   | 18      | +8.693          | 18       | 8      |
| 9   | 7   | Efren Vazquez       | Aprilia | 18      | +9.054          | 19       | 7      |
| 10  | 18  | Nicolás Terol       | Aprilia | 18      | +10.902         | 7        | 6      |
| 11  | 11  | Sandro Cortese      | Aprilia | 18      | +10.945         | 13       | 5      |
| 12  | 1   | Gábor Talmácsi      | Aprilia | 18      | +12.618         | 2        | 4      |
| 13  | 27  | Stefano Bianco      | Aprilia | 18      | +12.709         | 12       | 3      |
| 14  | 29  | Andrea Iannone      | Aprilia | 18      | +20.086         | 17       | 2      |
| 15  | 60  | Michael Ranseder    | Aprilia | 18      | +23.575         | 22       | 1      |
| 16  | 38  | Bradley Smith       | Aprilia | 18      | +23.890         | 1        |        |
| 17  | 77  | Dominique Aegerter  | Derbi   | 18      | +29.406         | 20       |        |
| 18  | 22  | Pablo Nieto         | KTM     | 18      | +32.891         | 16       |        |
| 19  | 73  | Takaaki Nakagami    | Aprilia | 18      | +33.346         | 23       |        |
| 20  | 30  | Pere Tutusaus       | Aprilia | 18      | +33.649         | 26       |        |
| 21  | 8   | Lorenzo Zanetti     | KTM     | 18      | +36.696         | 24       |        |
| 22  | 34  | Randy Krummenacher  | KTM     | 18      | +36.754         | 25       |        |
| 23  | 21  | Robin Lasser        | Aprilia | 18      | +45.317         | 27       |        |
| 24  | 12  | Esteve Rabat        | KTM     | 18      | +56.440         | 11       |        |
| 25  | 69  | Louis Rossi         | Honda   | 18      | +1:14.502       | 34       |        |
| Ret | 35  | Raffaele de Rosa    | KTM     | 15      | Caída           | 6        |        |
| Ret | 13  | Dino Lombardi       | Aprilia | 11      | Avería          | 32       |        |
| Ret | 56  | Hugo van den Berg   | Aprilia | 10      | Caída           | 29       |        |
| Ret | 71  | Tomoyoshi Koyama    | KTM     | 8       | Caída           | 21       |        |
| Ret | 51  | Stevie Bonsey       | Aprilia | 5       | Caída           | 14       |        |
| Ret | 16  | Jules Cluzel        | Loncin  | 4       | Caída           | 30       |        |
| Ret | 5   | Alexis Masbou       | Loncin  | 1       | Avería          | 28       |        |
| Ret | 19  | Roberto Lacalendola | Aprilia | 1       | Avería          | 33       |        |
| Ret | 95  | Robert Muresan      | Aprilia | 0       | Avería          | 31       |        |